# Pionacercus novus
Pionacercus novus är en kvalsterart som beskrevs av Marshall 1924. Pionacercus novus ingår i släktet Pionacercus och familjen Pionidae. Inga underarter finns listade i Catalogue of Life.